# Присочка
Присочка је насељено мјесто у Босни и Херцеговини у општини Котор Варош, ентитет Република Српска. Према попису становништва из 1991. у насељу је живјело 1.423 становника.

## Становништво
| Националност       | 1991.          | 1981.          | 1971.          |
| Муслимани          | 1.394 (97,96%) | 1.329 (79,67%) | 1.062 (68,69%) |
| Срби               | 0              | 310 (18,58%)   | 481 (31,11%)   |
| Југословени        | 26 (1,82%)     | 15 (0,89%)     | 2 (0,12%)      |
| Хрвати             | 0              | 0              | 1 (0,06%)      |
| остали и непознато | 3 (0,21%)      | 14 (0,83%)     | 0              |
| Укупно             | 1.423          | 1.668          | 1.546          |

| Демографија | Демографија | Демографија |
| Година      | Становника  | Становника  |
| ----------- | ----------- | ----------- |
| 1961.       | 1.324       |             |
| 1971.       | 1.546       |             |
| 1981.       | 1.668       |             |
| 1991.       | 1.428       |             |